# 祠部司
祠部司，礼部官署名称。
魏晋南北朝置祠部郎曹，长官为祠部郎（祠部郎中），隶属祠部尚书，掌管参议、制定郊祀宗庙礼仪制度。祠部曹分为祠部、仪曹二个郎曹。北齐祠部郎曹专管祠祀医药、死丧赠赐，祠部曹分为祠部、主客、虞曹、屯田、起部五个郎曹。
隋朝改为祠部司，为礼部四司第二司，设祠部侍郎从五品、祠部员外郎。大业三年（607年），正副官员改为祠部郎、祠部承务郎。唐朝武德三年（620年）恢复祠部郎中、祠部员外郎的旧名。祠部郎中从五品上，祠部员外郎从六品上。管理祠祀、享祭、天文、漏刻、国忌、庙讳、卜祝、医药、僧尼簿籍和有关事务。龙朔二年（662年）改为司禋司，正副官员改为司禋大夫、司禋员外郎。咸亨元年（670年），恢复祠部司的旧名。天宝十一载（752年）改为司禋司（职祠司），正副官员改为司禋郎中（职祠郎中）、司禋员外郎（职祠员外郎）。至德二载（757年），恢复祠部司的旧名。五代十国沿置，北宋初年，设判祠部事一员，以无职事朝官担任，管理祠祭、国忌、休假日期、僧尼、道士、女冠、童行名籍，颁发度牒。祠部郎中为五品寄禄官，祠部员外郎为六品寄禄官。元丰改制设祠部郎中从六品、祠部员外郎正七品，管理全国祀典、道释、祠庙、医药政令，兼领医官磨勘、医生试补。建炎三年（1129年），兼领膳部司，隆兴元年（1163年）祠部司省并。
明朝洪武十三年（1380年）设祠部，设祠部郎中正五品一人、祠部员外郎从五品一人，洪武二十九年（1396年）祠部改为祠祭清吏司。